# بوبليوس كلاوديوس بولتشر (قنصل 249 ق.م)
بوبليوس كلاوديوس بولتشر (سنة 249 ق.م. - 246 قبل الميلاد). ينتمي إلى الأسرة «كلودي» الرومانية. كان جنرال ورجل سياسة روماني. كان والده أبيوس كلوديوس كايكوس. وكان شقيق السياسي الروماني الشهير أبيوس كلوديوس كودكس(قنصل في سنة 264 قبل الميلاد). وكان أول من الكلوديين يعطى لقب «بولتشر» أي («الوسيم» باللاتينية). 

وكان إيديل (منصب روماني) في سنة 253 قبل الميلاد، وقنصل روماني في سنة 249ق.م. وكقنصل أوكلت إليه قيادة الأسطول الروماني خلال الحرب البونيقية الأولى. خسر معركة دريباناي ضد القرطاجيين بعد تجاهل فأل سيء عندما رفضت الدجاج المقدسة تناول الطعام (معتقدات دينية رومانية)

وفقا لفاليريوس مكسيموس سوتونيوس وشيشرون، ألقى كلوديوس الدجاج في البحر. وبعد خسارة المعركة استدعي إلى روما، وقد ألغيت كل مناصبه السياسية. وحوكم لعدم الكفاءة والمعصية ونفي، وتوفي بعد ذلك بوقت قصير، ربما عن طريق الانتحار.